# Fábio Santos (football, 1987)
Pour les articles homonymes, voir Fábio Santos et Santos (homonymie).
José Fábio Santos de Oliveira, plus communément appelé Fábio Santos, est un footballeur brésilien né le 21 avril 1987.